# Pergine Valdarno
Pergine Valdarno és un municipi situat al territori de la província d'Arezzo, a la regió de la Toscana (Itàlia).
Limita amb els municipis de Bucine, Civitella in Val di Chiana, Laterina, Montevarchi i Terranuova Bracciolini.
Pertanyen al municipi de Pergine Valdarno les frazioni de Montalto, Pieve a Presciano, Poggio Bagnoli i Ponticino.